# 国家艺术俱乐部

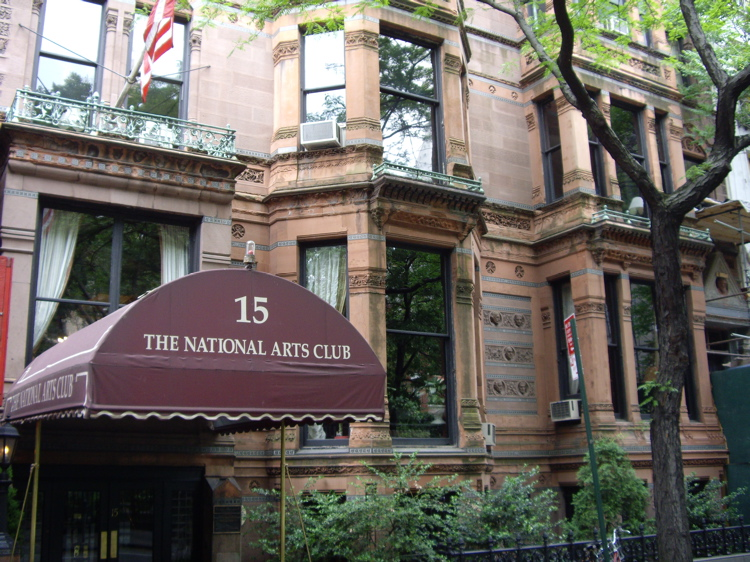
国家艺术俱乐部

国家艺术俱乐部（英語：National Arts Club）是美国纽约的一个绅士俱乐部，位于葛莱美西公园15号，紧邻演员俱乐部。

## 历史
它成立于1898年，自1906年迁入塞缪尔·蒂尔登府，这座宏伟的哥特复兴建筑。该俱乐部提供各种教育计划，奖项，包括戏剧，视觉艺术，电影，文学和音乐。据悉会员允许获得葛莱美西公园的钥匙。
现任主席是画家和慈善家戴安娜·伯恩哈德。2004年，俱乐部的历史建筑被妥善保养。